# Campionato europeo femminile di pallacanestro 1983
Il 19º Campionato Europeo Femminile di Pallacanestro FIBA si è svolto in Ungheria dall'11 al 18 settembre 1983.

## Squadre partecipanti
- Unione Sovietica
- Polonia
- Cecoslovacchia
- Jugoslavia
- Bulgaria
- Paesi Bassi

- Italia
- Spagna
- Ungheria
- Germania Ovest
- Svezia
- Romania

## Risultati

### Turno preliminare

#### Gruppo A
| Team           | V - P | Pts | PF - PS   | +/-  |
| -------------- | ----- | --- | --------- | ---- |
| 1. Jugoslavia  | 5 - 0 | 10  | 329 - 283 | +46  |
| 2. Ungheria    | 4 - 1 | 9   | 390 - 337 | +53  |
| 3. Polonia     | 3 - 2 | 8   | 384 - 353 | +31  |
| 4. Paesi Bassi | 2 - 3 | 7   | 273 - 300 | -27  |
| 5. Romania     | 1 - 4 | 6   | 367 - 369 | -2   |
| 6. Spagna      | 0 - 5 | 5   | 296 - 397 | -101 |

| 11 settembre 1983, ore 16:00 UTC+1 | Spagna | 59 – 92 (28-39) | Polonia |  |

| 11 settembre 1983, ore 18:00 UTC+1 | Jugoslavia | 60 – 50 (35-20) | Paesi Bassi |  |

| 11 settembre 1983, ore 20:00 UTC+1 | Ungheria | 87 – 85 (44-38, 77-77) | Paesi Bassi |  |

| 12 settembre 1983, ore 16:30 UTC+1 | Paesi Bassi | 60 – 62 (31-30) | Polonia |  |

| 12 settembre 1983, ore 18:15 UTC+1 | Jugoslavia | 66 – 59 (31-21) | Romania |  |

| 12 settembre 1983, ore 20:00 UTC+1 | Ungheria | 94 – 64 (46-27) | Spagna |  |

| 13 settembre 1983, ore 16:30 UTC+1 | Romania | 83 – 64 (43-36) | Spagna |  |

| 13 settembre 1983, ore 18:15 UTC+1 | Polonia | 60 – 68 (24-33) | Jugoslavia |  |

| 13 settembre 1983, ore 20:00 UTC+1 | Paesi Bassi | 55 – 72 (26-34) | Ungheria |  |

| 14 settembre 1983, ore 16:30 UTC+1 | Romania | 54 – 55 (28-24) | Paesi Bassi |  |

| 14 settembre 1983, ore 18:15 UTC+1 | Jugoslavia | 75 – 57 (35-20) | Spagna |  |

| 14 settembre 1983, ore 20:00 UTC+1 | Polonia | 73 – 80 (42-50) | Ungheria |  |

| 15 settembre 1983, ore 16:30 UTC+1 | Spagna | 52 – 53 (34-31) | Paesi Bassi |  |

| 15 settembre 1983, ore 18:15 UTC+1 | Polonia | 97 – 87 (42-48) | Romania |  |

| 15 settembre 1983, ore 20:00 UTC+1 | Jugoslavia | 60 – 57 (21-31) | Ungheria |  |

#### Gruppo B
| Team                | V - P | Pts | PF - PS   | +/-  |
| ------------------- | ----- | --- | --------- | ---- |
| 1. Unione Sovietica | 5 - 0 | 10  | 508 - 298 | +210 |
| 2. Bulgaria         | 4 - 1 | 9   | 420 - 418 | +2   |
| 3. Italia           | 2 - 3 | 7   | 323 - 348 | -25  |
| 4. Cecoslovacchia   | 2 - 3 | 7   | 365 - 398 | -33  |
| 5. Svezia           | 1 - 4 | 6   | 364 - 418 | −54  |
| 6. Germania Ovest   | 1 - 4 | 6   | 299 - 399 | −100 |

| 11 settembre 1983, ore 16:00 UTC+1 | Svezia | 74 – 105 (40-48) | Unione Sovietica |  |

| 11 settembre 1983, ore 17:45 UTC+1 | Germania Ovest | 54 – 50 (28-25) | Italia |  |

| 11 settembre 1983, ore 20:00 UTC+1 | Cecoslovacchia | 86 – 90 (40-52) | Bulgaria |  |

| 12 settembre 1983, ore 16:30 UTC+1 | Germania Ovest | 66 – 68 (34-37) | Svezia |  |

| 12 settembre 1983, ore 18:15 UTC+1 | Unione Sovietica | 108 – 60 (55-25) | Bulgaria |  |

| 12 settembre 1983, ore 20:00 UTC+1 | Italia | 74 – 68 (38-32) | Cecoslovacchia |  |

| 13 settembre 1983, ore 16:30 UTC+1 | Germania Ovest | 62 – 88 (31-47) | Bulgaria |  |

| 13 settembre 1983, ore 18:15 UTC+1 | Italia | 72 – 58 (32-31) | Svezia |  |

| 13 settembre 1983, ore 20:00 UTC+1 | Unione Sovietica | 97 – 55 (45-29) | Cecoslovacchia |  |

| 14 settembre 1983, ore 16:30 UTC+1 | Cecoslovacchia | 78 – 76 (43-42) | Svezia |  |

| 14 settembre 1983, ore 18:15 UTC+1 | Unione Sovietica | 115 – 56 (60-22) | Germania Ovest |  |

| 14 settembre 1983, ore 20:00 UTC+1 | Italia | 74 – 85 (29-46) | Bulgaria |  |

| 15 settembre 1983, ore 16:30 UTC+1 | Unione Sovietica | 83 – 53 (34-33) | Italia |  |

| 15 settembre 1983, ore 18:15 UTC+1 | Svezia | 88 – 97 (36-46) | Bulgaria |  |

| 15 settembre 1983, ore 20:00 UTC+1 | Cecoslovacchia | 78 – 61 (47-29) | Germania Ovest |  |

### Fase finale

#### Classificazione 9º-12º posto
|  | Semifinali Nono-Undicesimo posto | Semifinali Nono-Undicesimo posto | Semifinali Nono-Undicesimo posto |        |         | Nono Posto       | Nono Posto       | Nono Posto       |  |
|  |                                  |                                  |                                  |        |         |                  |                  |                  |  |
|  | Svezia                           | Svezia                           | 85                               |        |         |                  |                  |                  |  |
|  | Svezia                           | Svezia                           | 85                               |        |         |                  |                  |                  |  |
|  | Spagna                           | Spagna                           | 82                               |        |         |                  |                  |                  |  |
|  | Spagna                           | Spagna                           | 82                               |        | Romania | Romania          | 80               |                  |  |
|  |                                  |                                  |                                  |        | Romania | Romania          | 80               |                  |  |
|  |                                  |                                  | Svezia                           | Svezia | 75      |                  |                  |                  |  |
|  | Germania Ovest                   | Germania Ovest                   | Svezia                           | Svezia | 75      | 62               |                  |                  |  |
|  | Germania Ovest                   | Germania Ovest                   |                                  |        |         | 62               |                  |                  |  |
|  | Romania                          | Romania                          | 71                               |        |         | Undicesimo Posto | Undicesimo Posto | Undicesimo Posto |  |
|  | Romania                          | Romania                          | 71                               |        |         |                  |                  |                  |  |
|  |                                  |                                  |                                  |        |         |                  |                  |                  |  |
|  |                                  |                                  |                                  |        |         | Spagna           | Spagna           | 64               |  |
|  |                                  |                                  |                                  |        |         | Spagna           | Spagna           | 64               |  |
|  |                                  |                                  |                                  |        |         | Germania Ovest   | Germania Ovest   | 63               |  |

| 17 settembre 1983, ore 9:30 UTC+1 | Svezia | 85 – 82 (34-34) | Spagna |  |

| 17 settembre 1983, ore 11:15 UTC+1 | Romania | 71 – 62 (34-29) | Germania Ovest |  |

| 18 settembre 1983, ore 9:30 UTC+1 | Spagna | 64 – 63 (34-34) | Germania Ovest |  |

| 18 settembre 1983, ore 11:15 UTC+1 | Svezia | 75 – 80 (40-41) | Romania |  |

#### Classificazione 5º-8º posto
|  | Semifinali Quinto-Ottavo posto | Semifinali Quinto-Ottavo posto | Semifinali Quinto-Ottavo posto |                |        | Quinto Posto  | Quinto Posto  | Quinto Posto  |  |
|  |                                |                                |                                |                |        |               |               |               |  |
|  | Italia                         | Italia                         | 60                             |                |        |               |               |               |  |
|  | Italia                         | Italia                         | 60                             |                |        |               |               |               |  |
|  | Paesi Bassi                    | Paesi Bassi                    | 57                             |                |        |               |               |               |  |
|  | Paesi Bassi                    | Paesi Bassi                    | 57                             |                | Italia | Italia        | 55            |               |  |
|  |                                |                                |                                |                | Italia | Italia        | 55            |               |  |
|  |                                |                                | Cecoslovacchia                 | Cecoslovacchia | 54     |               |               |               |  |
|  | Polonia                        | Polonia                        | Cecoslovacchia                 | Cecoslovacchia | 54     | 59            |               |               |  |
|  | Polonia                        | Polonia                        |                                |                |        | 59            |               |               |  |
|  | Cecoslovacchia                 | Cecoslovacchia                 | 69                             |                |        | Settimo Posto | Settimo Posto | Settimo Posto |  |
|  | Cecoslovacchia                 | Cecoslovacchia                 | 69                             |                |        |               |               |               |  |
|  |                                |                                |                                |                |        |               |               |               |  |
|  |                                |                                |                                |                |        | Polonia       | Polonia       | 82            |  |
|  |                                |                                |                                |                |        | Polonia       | Polonia       | 82            |  |
|  |                                |                                |                                |                |        | Paesi Bassi   | Paesi Bassi   | 73            |  |

| 17 settembre 1983, ore 13:00 UTC+1 | Paesi Bassi | 57 – 60 (30-27) | Italia |  |

| 17 settembre 1983, ore 16:30 UTC+1 | Polonia | 59 – 69 (30-32) | Cecoslovacchia |  |

| 18 settembre 1983, ore 13:00 UTC+1 | Polonia | 82 – 73 (41-26) | Paesi Bassi |  |

| 18 settembre 1983, ore 16:30 UTC+1 | Italia | 55 – 54 (23-28) | Cecoslovacchia |  |

#### Classificazione 1º-4º posto
|  | Semifinali Primo-Quarto posto | Semifinali Primo-Quarto posto | Semifinali Primo-Quarto posto |          |                  | Primo Posto      | Primo Posto | Primo Posto |  |
|  |                               |                               |                               |          |                  |                  |             |             |  |
|  | Jugoslavia                    | Jugoslavia                    | 62                            |          |                  |                  |             |             |  |
|  | Jugoslavia                    | Jugoslavia                    | 62                            |          |                  |                  |             |             |  |
|  | Bulgaria                      | Bulgaria                      | 72                            |          |                  |                  |             |             |  |
|  | Bulgaria                      | Bulgaria                      | 72                            |          | Unione Sovietica | Unione Sovietica | 91          |             |  |
|  |                               |                               |                               |          | Unione Sovietica | Unione Sovietica | 91          |             |  |
|  |                               |                               | Bulgaria                      | Bulgaria | 70               |                  |             |             |  |
|  | Ungheria                      | Ungheria                      | Bulgaria                      | Bulgaria | 70               | 69               |             |             |  |
|  | Ungheria                      | Ungheria                      |                               |          |                  | 69               |             |             |  |
|  | Unione Sovietica              | Unione Sovietica              | 103                           |          |                  | Terzo Posto      | Terzo Posto | Terzo Posto |  |
|  | Unione Sovietica              | Unione Sovietica              | 103                           |          |                  |                  |             |             |  |
|  |                               |                               |                               |          |                  |                  |             |             |  |
|  |                               |                               |                               |          |                  | Ungheria         | Ungheria    | 82          |  |
|  |                               |                               |                               |          |                  | Ungheria         | Ungheria    | 82          |  |
|  |                               |                               |                               |          |                  | Jugoslavia       | Jugoslavia  | 79          |  |

| 17 settembre 1983, ore 18:15 UTC+1 | Bulgaria | 72 – 62 (36-33) | Jugoslavia |  |

| 17 settembre 1983, ore 20:00 UTC+1 | Ungheria | 69 – 103 (36-62) | Unione Sovietica |  |

| 18 settembre 1983, ore 18:15 UTC+1 | Ungheria | 82 – 79 (45-46) | Jugoslavia |  |

| 18 settembre 1983, ore 20:00 UTC+1 | Bulgaria | 70 – 91 (36-41) | Unione Sovietica |  |

## Classifica finale
| Campione d'Europa | Campione d'Europa | Campione d'Europa |
| --- | ----------------- | --- |
| Unione Sovietica4 Šidlauskaitė, 5 Baryševa, 6 Barel', 7 Jakovleva, 8 Burjakina, 9 Šuvaeva, 10 Semënova, 11 Rogožyna, 12 Čausova, 13 Sucharnova, 14 Kurikša, 15 Savičkaja, All. Lidija Alekseeva |                   | |
| Argento | Bulgaria          | Bulgaria4 Golčeva, 5 Spasova, 6 Makaveeva, 7 Nikolova, 8 Dermendžieva, 9 Markova, 10 Vasileva, 11 Radkova, 12 Slavčeva, 13 Staneva, 14 Kosturkova, 15 Banova, All. Ivan Gălăbov                      |
| Bronzo | Ungheria          | Ungheria4 Gulyás, 5 Németh, 6 Szöllősi, 7 Bácsa, 8 Boksay, 9 Borka, 10 Szuchy, 11 Petrik, 12 Winter, 13 Medgyesi, 14 Jacsó, 15 Körmendi, All. László Killik                                          |
| 4. | Jugoslavia        | Jugoslavia4 Šuka, 5 Božinović, 6 Komnenović, 7 Čangalović, 8 Krivokapić, 9 Vangelovska, 10 Golić, 11 Milošević, 12 Majstorović, 13 Perazić, 14 Dekleva, All. Milan Vasojević                         |
| 5. | Italia            | Italia4 Caldato, 5 Pomilio, 6 Pollini, 7 Gorlin, 8 Montelatici, 9 Melon, 10 Rossi, 11 Draghetti, 12 Bongini, 13 Tufano, 14 Peruzzo, 15 Passaro, All. Vittorio Tracuzzi                               |
| 6. | Cecoslovacchia    | Cecoslovacchia4 Kozmanová, 5 Hartmanová, 6 Menclová, 7 Davidová, 8 Peklová, 9 Brziaková, 10 Hájková, 11 Zarevúcká, 12 Komeštíková, 13 Linhartová, 14 Hlaváčová, 15 Chlebowczyková, All. Alois Brabec |
| 7. | Polonia           | Polonia4 Zagórska, 5 Konwent, 6 Janowicz, 7 Cała, 8 Pawlak, 9 Linka, 10 Kozera, 11 Jaworska, 12 Wołujewicz, 13 Niemiec, 14 Kępka, 15 Wyka, All. Tadeusz Huciński                                     |
| 8. | Paesi Bassi       | Paesi Bassi4 Delmee, 5 van Reemst, 6 Steenmetz, 7 Hoekstra, 8 Sluijs, 9 de Ridder, 11 Mourits, 12 Keur, 13 van de Lagemaat, 14 van Helvoort, 15 Pountain, All. Han Wallaart                          |
| 9. | Romania           | Romania4 Borș, 5 Popa, 6 Filip, 7 Bira, 8 Solovăstru, 9 Hosszú, 10 Bădinici, 11 Fotescu, 12 Kiss, 13 Jerebie, 14 Grecu, 15 Ciubăncan, All. -                                                         |
| 10. | Svezia            | Svezia4 Larsson, 5 Ihrén, 6 Wictorin, 7 Edwardzon, 8 Skagius, 9 Edwinsson, 10 Laukkannen, 11 Andersson, 12 Kumlin, 13 Lerner, 14 Johansson, 15 Wikner, All. -                                        |
| 11. | Spagna            | Spagna4 Martínez, 5 Zapata, 6 Jiménez, 7 García, 8 Araújo, 9 Eizaguirre, 10 Junyer, 11 Moreno, 12 L. Sánchez, 13 Gras, 14 R. Sánchez, 15 Ruiz, All. María Planas                                     |
| 12. | Germania Ovest    | Germania Ovest4 Herrlich, 5 Schröder, 6 Bürger, 7 Stöwahse, 8 Fledlin, 9 Kronberger, 10 Neumann, 11 Reiter, 13 Wiegand, 14 Kuczmann, 15 Gotzmann, All. Tony DiLeo                                    |